# Párizs-Brest
A Párizs-Brest (Paris-Brest) egy klasszikus francia cukrászkészítmény, amely tulajdonképpen egy karika formájú félbevágott és praliné-krémmel töltött égetett tészta.

## Története
Pierre Giffard kérésére (aki 1891-óta bábáskodott a Párizs-Brest-Párizs kerékpárverseny megrendezése felett), Louis Durand, a Maisons-Laffitte cukrásza kreálta 1910-ben. A sütemény formája a kerékpár kerekét szimbolizálja.
Philippe Conticini 1994-ben megújította a süteményt. A krém alá körben ropogós pralinét szórt és a krémet 30% tej hozzáadásával könnyítette.
Mára Franciaország szinte minden cukrászdájában kapható és világszerte elterjedt.
2012-ben a TNS-Sofres szociológiai ügynökség tanulmánya a 15 kedvenc francia desszert közé sorolta.

## Elkészítése
Tésztája klasszikus égetett-tészta, mint amilyenből a képviselőfánk, vagy a profiterol is készül. Ezt habzsákból karika formában nyomják ki a sütéshez. Sütés után laposan félbe vágják és megtöltik mogyorós praliné krémmel. Tetejét visszahelyezik a krémre, majd porcukorral és pirított mandulaszeletekkel szórják meg.